# Дивали
Дива́ли (известный также под названием Дипавали; санскр. दीपावली IAST: Dīpāvalī, там. தீபாவளி IAST: Tīpāvaḷi, непальск. दीपावली, तिहार IAST: Dīpāvalī, Tihāra, хинди दिवाली IAST: Divālī, гудж. દિવાળી IAST: Divāḷī, маратхи दिवाळी IAST: Divāḷī, канн. ದೀಪಾವಳಿ IAST: Dīpāvaḷi, конкани धाकली दिवाळी IAST: Dhākalī Divāḷī, малаял. ദീപാവലി IAST: Dīpāvali, ория ଦୀପାବଳୀ IAST: Dīpābaḷī, в.-пандж. ਦਿਵਾਲੀ IAST: Divālī, телугу దీపావళి, урду دیوالی‎, бенг. দীপাবলি, яп. ディーワーリー, синг. දීපාවලි, кит. 屠妖節, джайнск. Deva Devali) — главный индийский и индуистский праздник. Фестиваль Дивали является наиболее значительным в индуизме и близких ему по духовному содержанию сикхизме и джайнизме.
Дивали отмечается как «Фестиваль Огней» и символизирует победу добра над злом, в знак которой повсеместно зажигаются свечи и фонарики. Главный элемент декораций фестиваля — светящиеся фонарики (традиционные Дипа (букв. — «светильник», санскр.), огни, фейерверки и зажжённые свечи, украшающие статуи животных и богов.
Кроме собственно Индии, Дивали широко празднуется везде, где есть крупные индуистские общины: Бангладеш, Шри-Ланка, Кения, Непал, Малайзия, ЮАР, Тринидад и Тобаго, Гайана, Маврикий, Фиджи, в последнее время также в местах концентрации индийских иммигрантов: Калифорния и Сиэтл в США, Лондон в Великобритании и др. западные мегаполисы. Широко отмечается и в Сингапуре (где выходцы из Индии составляют 7 % населения), в том числе и неиндийцами.

## Значение

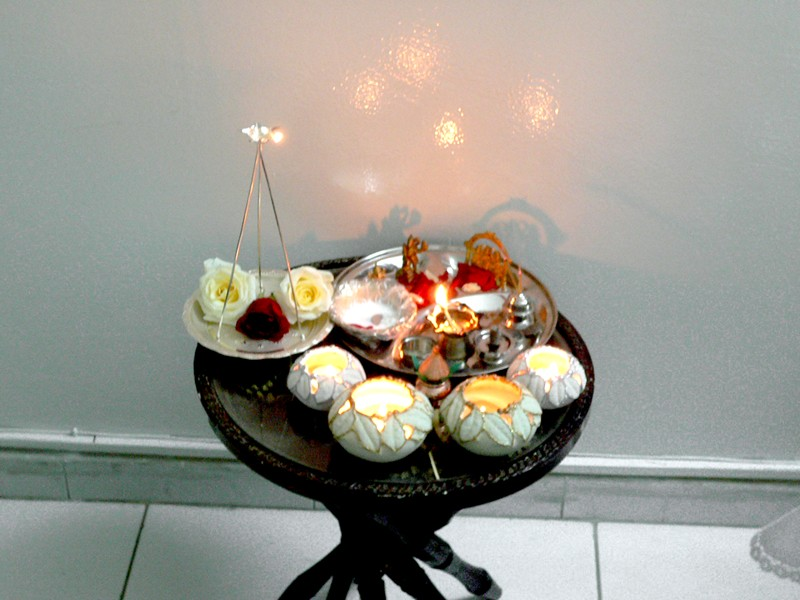
Дия (лампа) (масляные лампы) на Дивали

Дивали обычно приходится на конец октября — начало ноября, в этом он отчасти напоминает древние языческие праздники осеннего урожая, отмечаемые у индоевропейских народов осенью.
В современной Индии Дивали принято считать праздником нового года, хоть он и имеет разные толкования в различных регионах страны.
Дивали — это также один из главных фестивалей, объединяющих зарубежные индийские диаспоры разных стран мира.
Во время Дивали зажигают обрядовые светильники, дарят друг другу подарки, произносят мантры Лакшми, являющейся богиней богатства и благоденствия, принято получить благословение от родителей, очень популярны запуск фейерверков и подрыв петард вечером.
Праздник длится с 27-го числа месяца ашвина до 2-го дня месяца картика. Индуисты во время Дивали отмечают многие события:
- Возвращение Рамы согласно «Рамаяне» из изгнания в лесу. В честь его возвращения зажигаются дия (лампады с гхи) рядами по 20 светильников.
- Нарака Чатурдаши[англ.] (29 ашвина) — убийство сеявшего хаос демона Наракасуры Кришной и Сатьябхамой.
- Лакшми-пуджа (30 ашвина) — появление Лакшми согласно «Махабхарате» во время пахтанья Молочного океана. В честь Лакшми и Ганеши зажигаются огни на улицах и в домах.
- Говардхан-пуджа[англ.] и Балипратипада[англ.] (1 картика) — день, когда Кришна усмирил гордыню Индры. В этот же день празднуется победа аватары Вишну Ваманы над асурой Бали.
- Бхау-бидж[англ.] (2 картика) — в этот день Яма встречается со своей сестрой Ями.

Джайны отмечают Дева Девали — день, когда тиртханкара Махавира ушёл в нирвану.

Ранголи в одном из торговых центров Куала-Лумпура, 3 ноября 2018 г.

Неварские буддисты отмечают Ашок Виджаядашами — день, когда индийский император Ашока стал буддистом.
Восточноазиатские буддисты (махаянисты) отмечают День рождения Будды медицины Бхайшаджьягуру.
Одним из традиционных элементов декора праздника является ранголи — красочный рисунок-молитва, для создания которого используются цветной песок, подкрашенная рисовая вода и другие компоненты. Он представляет собой отражение природных мотивов и различных геометрических форм.